# كابياء المارا

كابياء المارا (الاسم العلمي: Dolichotis) هي جنس من الحيوانات يتبع فصيلة الكابيائية من رتبة القوارض.

## أنواع
- كابياء باتاغونية
- كابياء باتاغونية قزمة